# گروه ارتش آ
گروه ارتش آ (انگلیسی: Army Group A) نام چندین گروه ارتش آلمان نازی در طول جنگ جهانی دوم بود. در طول نبرد فرانسه، گروه ارتش به نام ارتش گروه A از ۴۵ و نیم لشکر شامل ۷ لشکر زرهی پانزر تشکیل شده بود. گروه ارتش آ مسئول نفوذ مظفرنانه و پیشرفت در منطقه جنگلی انبوه آردن بود. این عملیات که بخشی از مورد زرد بود، برای آلمانی‌ها بسیار موفقیت‌آمیز بود، زیرا این گروه ارتش از بهترین نیروهای فرانسه و متحدانش دور شد و در نهایت منجر به تسلیم فرانسه شد.